# Sivatagi erszényescickány
A sivatagi erszényescickány (Ningaui ridei)  az emlősök (Mammalia) osztályának az erszényes ragadozók (Dasyuromorphia) rendjéhez, ezen belül az erszényesnyestfélék (Dasyuridae) családjához tartozó faj.

## Rendszerezése
A fajt Michael Archer ausztrál biológus írta le 1975-ban.

## Előfordulása
Ausztrália középső részén honos. Természetes élőhelyei a gyepek, cserjések és szavannák.

## Megjelenése
Testhossza (a farkát nem beleszámítva) 58 és 75 milliméter között van. Farka 60–70 milliméter hosszú. Testtömege 6,5 és 10,5 gramm között van. Színe a mogyoróbarnától a hamuszürkéig terjedhet. Kisebb mint egy házi egér. 

## Életmódja
Apró rovarokkal, pókokkal, szöcskékkel és csótányokkal táplálkozik.

## Természetvédelmi helyzete
A Természetvédelmi Világszövetség Vörös listáján nem fenyegetett fajként szerepel.